# Prokom Software
Prokom Software S.A. – ein seit dem 1. April 2008 nicht mehr existierendes IT-Unternehmen aus Polen mit dem Firmensitz in Warschau und der Hauptverwaltung in Gdynia.
Der IT-Dienstleister wurde 1987 von Ryszard Krauze in Gdynia gegründet und bot Softwareprodukte als auch IT-Beratung für große und mittelständische Unternehmen wie auch für öffentliche Institutionen an.
Er war an der Warschauer Wertpapierbörse als auch an der London Stock Exchange gehandelt und gehörte zu den größten Unternehmen seiner Art in Polen.
Am 1. April 2008 fusionierte Prokom Software mit Asseco Poland und seitdem existiert die Marke Prokom nicht mehr auf dem Markt.